# Капилляроскоп
Капилляроскоп (от капилляр и греч. σκοπέω — смотрю) — медицинский прибор, разновидность микроскопа для наблюдения за состоянием мельчайших сосудов в организме — капилляров. Капилляроскоп используется для неинвазивного осмотра капилляров человека. Он представляет собой микроскоп особого типа, оснащённый видеокамерой и монитором, посредством которого можно наблюдать за процессами микроциркуляции в организме. Через объектив капилляроскопа врач оценивает плотность капилляров, их форму, расположение, толщину в диаметре. Отклонения от идеальной формы, неравномерное наполнение кровью, сгустки, большое количество капилляров-теней свидетельствуют о наличии патологии. Например, если сосудов-теней больше 20 %, есть угроза инфаркта, инсульта и даже комы. Современные капилляроскопы передают изображение капилляров на монитор компьютера, а также позволяют преобразовать полученную информацию в графики, диаграммы и числовые показатели (параметризация наблюдений). Эволюция устройства в течение последних 15 лет расширила его возможности от элементарной визуализации капилляров до развёрнутой оценки сосудистой патологии и прогнозирования рисков. С каждой новой версией прибора улучшается разрешение и качество изображения, обновляется методология для прикладного использования в диагностике и процессе лечения. Капилляроскопия — метод исследования:
- высокоточный — диагностика исключает постановку ошибочного диагноза;
- бескровный и безболезненный — исследование ведётся через кожу;
- безопасный — нет риска занесения инфекции, облучения, отсутствуют противопоказания;
- быстрый — обследование занимает 5 минут.

## Область применения
Капилляроскопы относятся к медико-аналитическому оборудованию, а потому нашли применение в исследовательской медицине. На сегодняшний день они используются в стоматологии, кардиологии, эндокринологии, ревматологии, хирургии. Перспективной областью применения капилляроскопа является спортивная медицина. Известно, что форма, скорость и другие параметры капилляров позволяют сделать выводы об общем состоянии здоровья, а также о предрасположенности к различным заболеваниям. В будущем применение капилляроскопии нельзя ограничить узким кругом специалистов. Поскольку ни один опытный врач не позволит себе проигнорировать результаты исследования, дающего представление о состоянии организма и наличии всех возможных патологий даже на самых ранних стадиях её развития. Эти данные особенно пригодятся педиатрам, неонатологам, неврологам, психиатрам, урологам, гинекологам, акушерам, кардиологам и хирургам. Самые современные версии капилляроскопов позволяют оценить одновременно артериальные и венозные сегменты сердечно-сосудистой системы. Программное обеспечение самостоятельно рассчитывает, насколько существенны у пациента отклонения от состояния артериовенозного равновесия в сторону неоправданной артериальной гиперемии или венозного застоя, какая степень их выраженности. Значение высокотехнологического ПО невозможно недооценить, учитывая, что для успешного применения методики необходимы глубокие знания по анатомии, физиологии сосудистой системы организма, основ гидро- и гемодинамики, физики ультразвука, особенностей течения крови, как неньютоновской жидкости. Благодаря новой медицинской технологии каждый врач способен комплексно посмотреть на кровеносную систему, как целостный замкнутый артериовенозно-капиллярный трубопровод. И учесть в процессе лечения свойственные ему специфические особенности: сопротивление, эластичность сосудистой сетки, тонус сосудов, гидрофильность окружающих тканей.
Капилляроскоп активно применяется для диагностики пациентов с болезнями:
- сердечно-сосудистой системы,
- эндокринной системы (сахарный диабет),
- нервной системы (головные боли, обмороки, синдром хронической усталости, сосудистые заболевания мозга, ДЦП, эпилепсия и прочее),
- вегетативной нервной системы (вегетососудистая дистония),
- иммунной системы и аллергических заболеваний,
- психоэмоциональной сферы (аутизм, эмоциональная лабильность, страхи, задержка психоречемоторного развития, олигофрения, шизофрения),
- костной и мышечной систем (остеохондроз, артроз, грыжи дисков, мышечные дистонии и дисплазии).

Как выглядят распространённые болезни в объективе капилляроскопа:
Гипертония: капилляры имеют вид извилистых петель, плотность их, как правило, снижена, артериальный отдел сужен, а венозный — наоборот — расширен, кровоток замедлен.
Сердечная недостаточность: капилляры извилистые или клубочкоподобные, плотность повышена, все отделы капиллярного русла расширены, кровоток замедлен, есть признаки нарушения целостности потока крови, отёка.
Атеросклероз: капилляры в виде извилистых петель, плотность нормальная или сниженная, диаметр уменьшенный, кровоток замедленный, повышенное количество светлых элементов в крови.
Сахарный диабет: капилляры преимущественно кустоподобные или клубочкоподобные, значительно расширен венозный отдел и несколько — артериальный, замедление и прерывание кровотока, может быть повышено количество светлых включений в кровь и признаки отёка.
Капилляроскопия — практически единственная возможность точно установить причины симптомов, которые сигнализируют об очень серьёзных заболеваниях. Но миллионы людей привыкли терпеть их, а не лечить:
- ухудшение самочувствия,
- головные боли,
- обмороки,
- нарушение работы сердечно-сосудистой системы,
- заболевания рук,
- искривление позвоночника.

У других методик диагностики капилляроскопия выигрывает тем, что позволяет предупредить развитие, а не устранять последствия:
- ишемических изменений в сердце и головном мозге,
- сахарного диабета
- гипертонии
- патологии почек.

С помощью капилляроскопии легко:
- предвидеть развитие болезней,
- оценить эффективность лечения,
- зафиксировать изменения, которые произошли после курса процедур или препаратов.

## Развитие капилляроскопа
Изначально капилляроскоп использовали лишь для визуального контроля капилляров человека. Но благодаря развитию науки, современные капилляроскопы обладают способностью параметризации. Сейчас при помощи этого прибора можно определять статические и динамические параметры микроциркуляции крови.

## Параметры, определяемые капилляроскопом
Капилляроскопы, как правило, работают в режиме синхронизации с компьютером. С учётом этого, их производители разрабатывают специальное программное обеспечение, которое позволяет в режиме реального времени определять следующие параметры:
- Плотность капиллярной сети, количество капиллярных петель в поле зрения;
- Расстояние между капиллярами;
- Извитость капилляров;
- Состояние эндотелиального барьера;
- Размер периваскулярной зоны;
- Диаметры капилляра по отделам (артериальному, переходному, венозному);
- Отношение диаметра венозного отдела к диаметру артериального отдела капилляра;
- Линейная скорость капиллярного кровотока по отделам (артериальному, переходному, венозному);
- Объемная скорость капиллярного кровотока по отделам (артериальному, венозному);
- Ускорение линейной скорости капиллярного кровотока по отделам (артериальному, венозному);
- Остановку капиллярного кровотока (стаз);
- Вязкость капиллярной крови;
- Давление крови в капиллярном русле по отделам, градиент давления в капилляре;
- Перфузионный баланс;
- Транскапиллярный обмен;
- Ритм (графическое представление пульсовой волны);
- Адаптивность (компенсаторные возможности системы микроциркуляции);
- Состояние резерва системы микроциркуляции.

## Капилляроспектрометр
Капилляроспектрометр является модификацией капилляроскопа. Основное отличие от прототипа заключается в том, что с его помощью можно определять параметры крови. Среди которых:
- Количество агрегатов эритроцитов форменных элементов крови;
- Количество светлых форменных элементов крови (лейкоцитов, тромбоцитов);
- Гематокрит;
- Концентрация оксигемоглобина капиллярной крови по отделам, изменение концентрации оксигемоглобина в капилляре.